# Jiřího z Poděbrad (stanice metra)
Jiřího z Poděbrad (zkratka JP) je stanice metra nacházející se v Praze, ve čtvrti Vinohrady, na trase A (úsek II.A). Předána do provozu byla v závěru roku 1980. Uvažovalo se i o názvu Jiřího Náměstí nebo Náměstí Jiřího z Poděbrad.[zdroj?]

## Charakteristika stanice
Stanice je ražená, pilířová, trojlodní se zkráceným středním tunelem na 34 m, sedmi páry prostupů na nástupiště, s možností dostavby druhého eskalátorového tunelu. Měří 107 m na délku a s 45 m hloubky pod povrchem jde o druhou nejhlubší zastávku podzemní dráhy. Stanice má jen jeden výstup, vedoucí ze střední lodi eskalátorovým tunelem o délce 73 m; za ním se napojuje na podzemní vestibul. V prostoru nástupiště jsou všechny tři lodě obloženy hliníkovými výlisky, zlatavými a tyrkysovými, dále pak okrasnými kamennými deskami. Na výstavbu stanice bylo vynaloženo 264 milionů Kčs.

## Rekonstrukce
Od 14. ledna 2023 do 2. listopadu 2023 byla stanice dočasně uzavřena z důvodu rekonstrukce stanice a výstavby výtahových šachet. Během rekonstrukce, jejíž náklady dosáhly 1,29 miliardy korun, došlo k výměně eskalátorů, obkladů i výměně osvětlení, které je zabudované v podhledech, jako tomu bylo při otevření stanice („návrat k čistému designu z 80. let“); pohyblivé schody jsou bezpečnější a energeticky úspornější, bez reklamních panelů. Nově byl zaveden signál LTE a 5G. Po stanici Palmovka je Jiřího z Poděbrad dalším místem, kde se testuje nový vizuální navigační a informační sytém s převládající černou barvou. V Úterý 2. července 2024 byl uveden do provozu nový výtah, díky kterému se stanice Jiřího z Poděbrad stala 47. bezbariérovou stanicí v síti metra.

## Fotogalerie

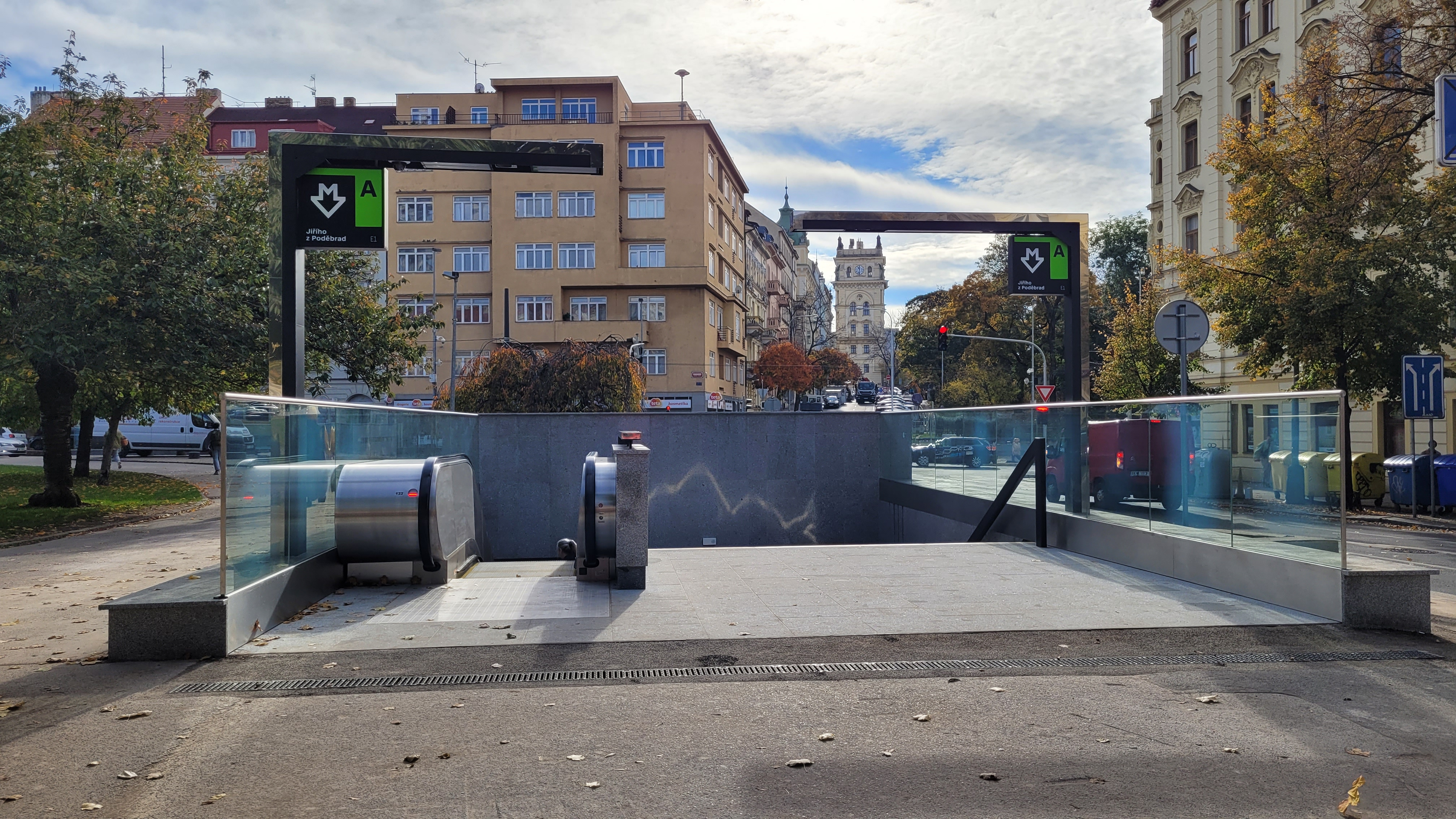
Výstup na uliční úroveň
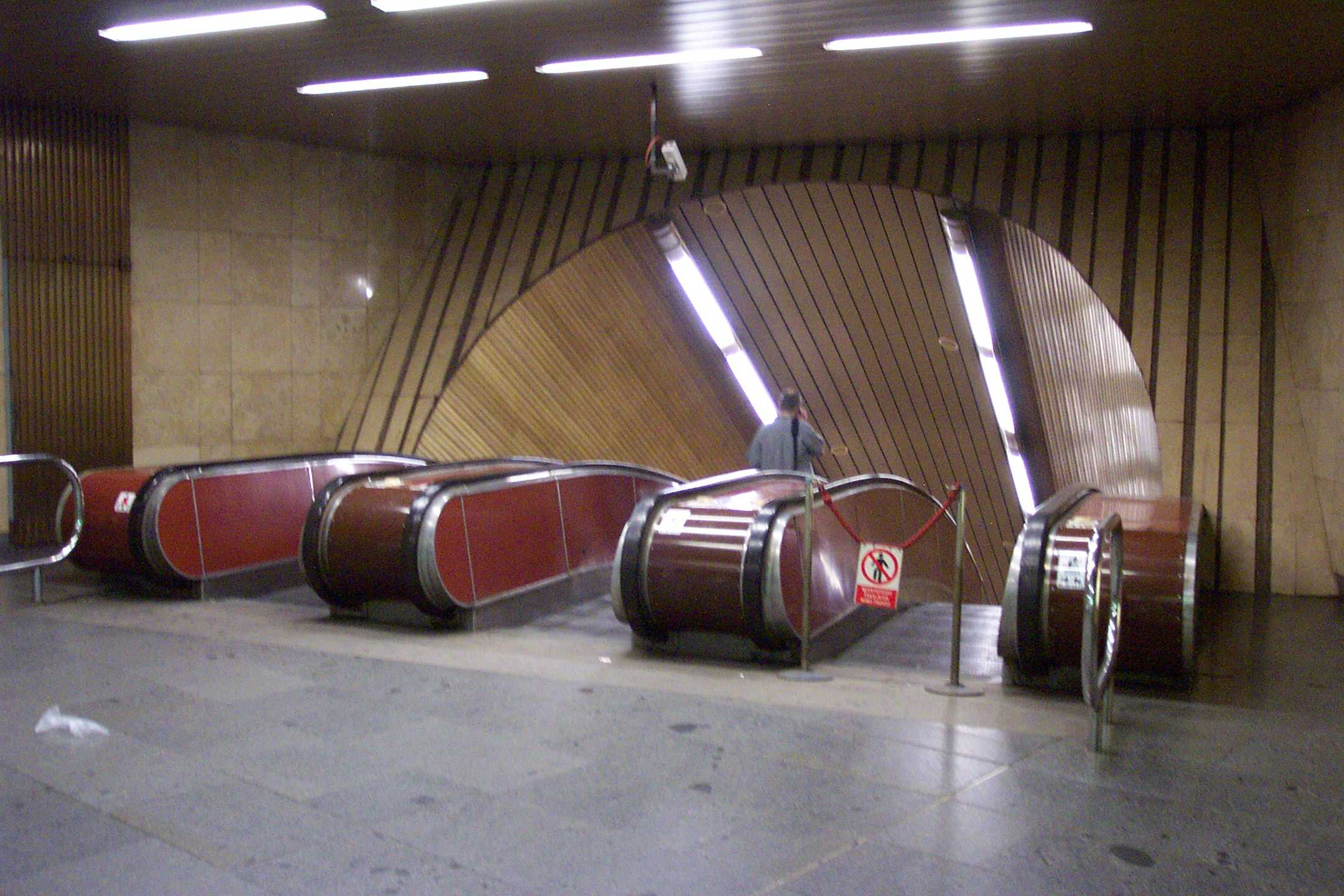
Původní eskalátory ve vestibulu vedoucí na nástupiště
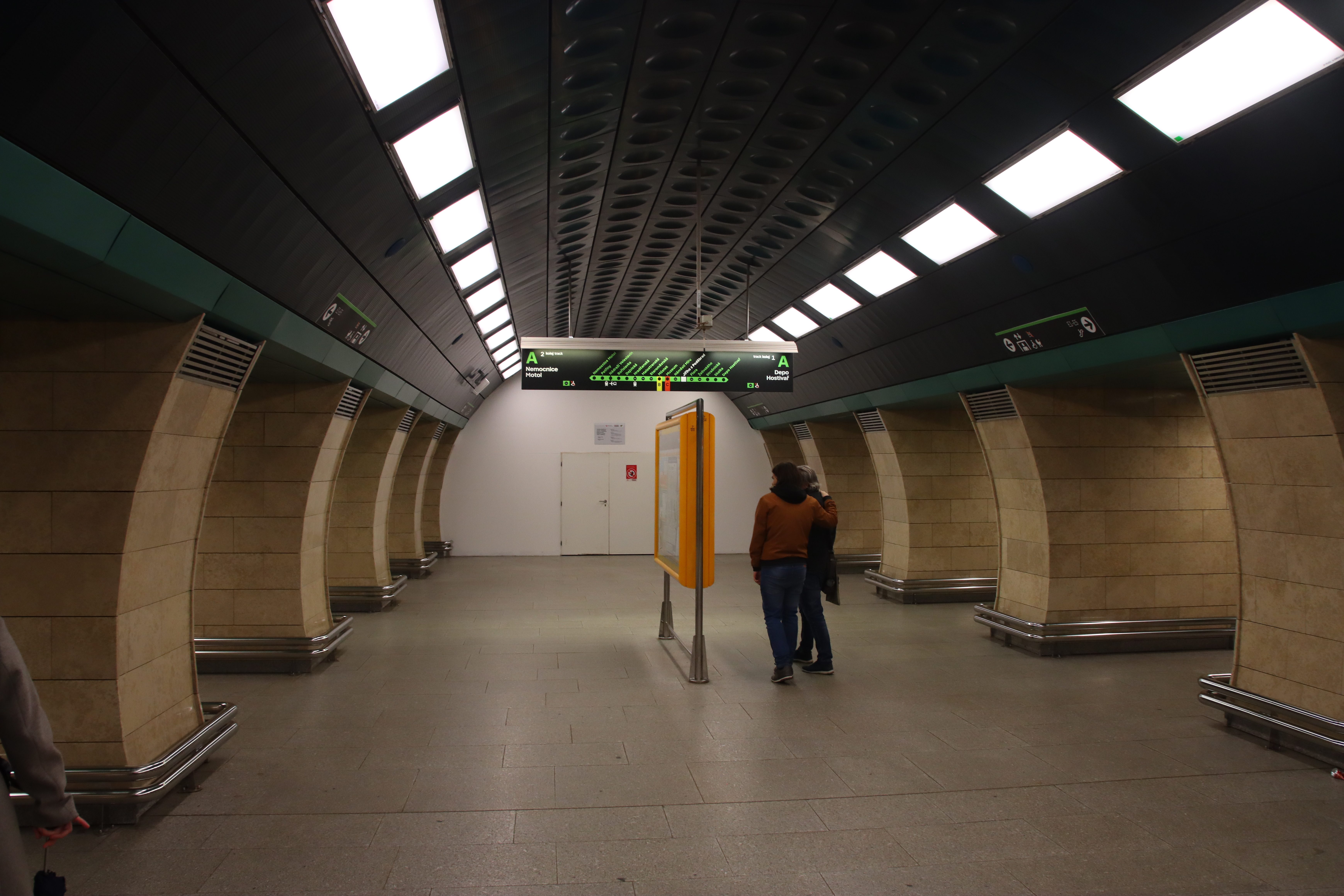
Střední zkrácená loď
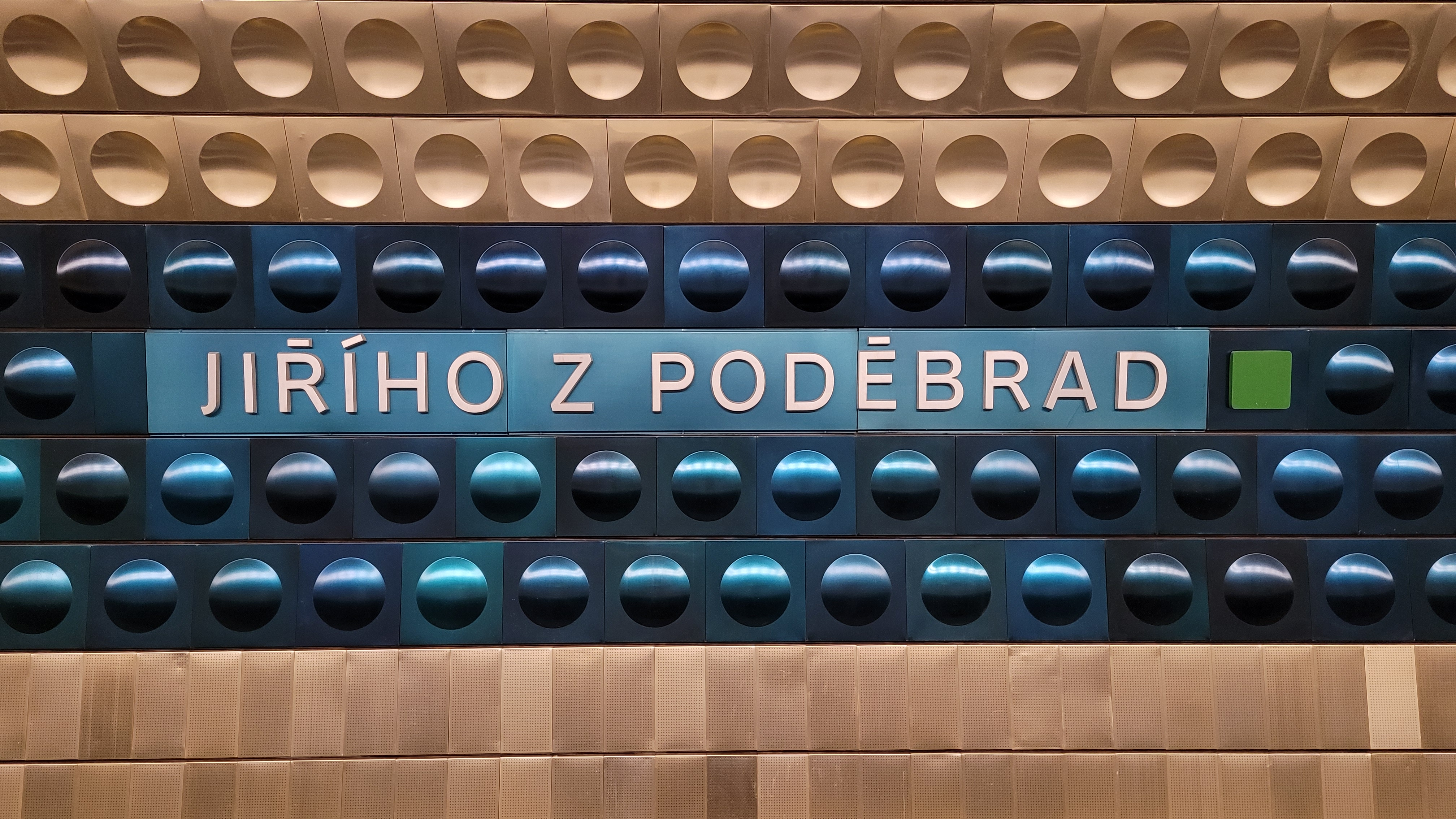
Název stanice
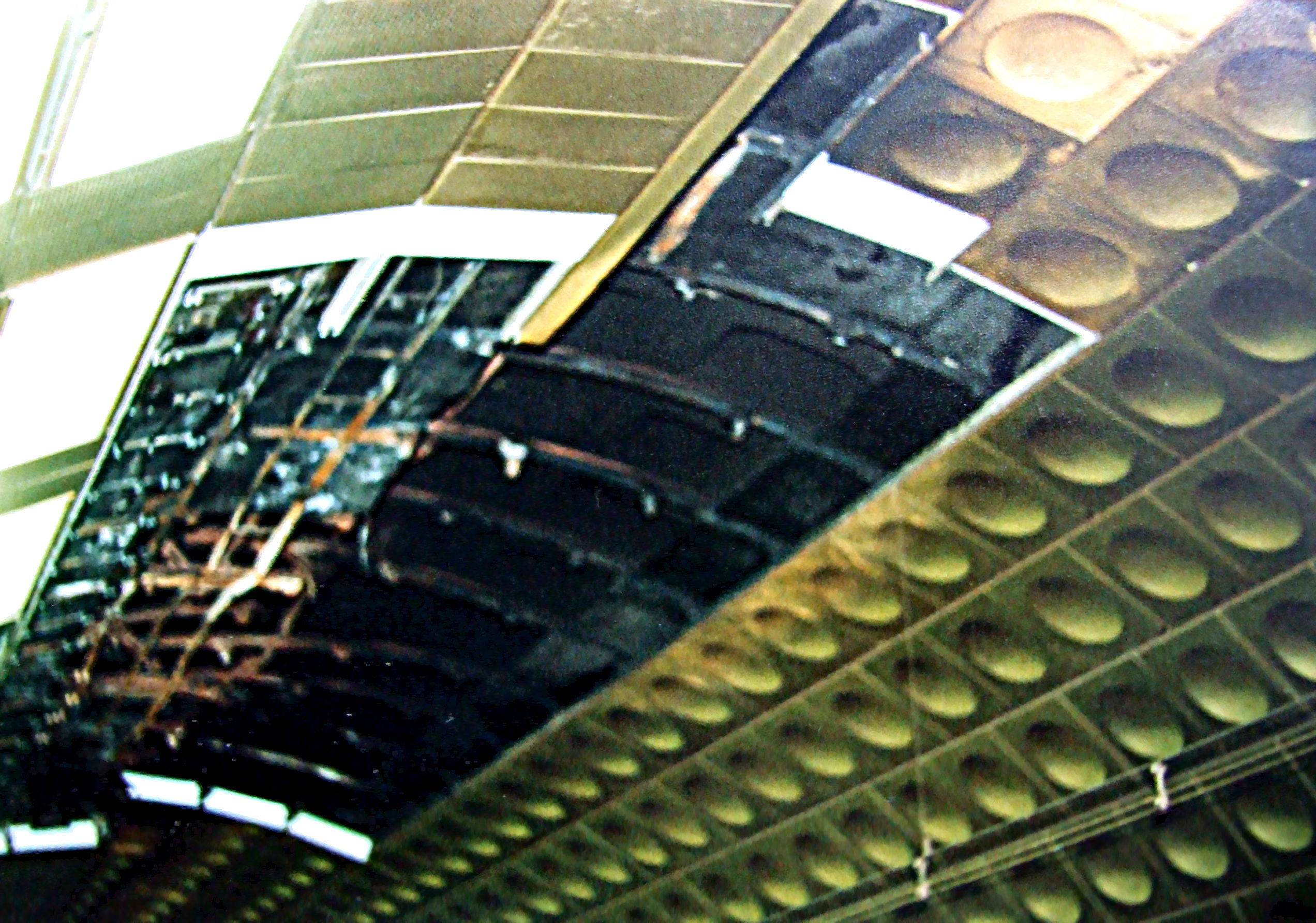
Nástupiště stanice v roce 2001, krátce po požáru
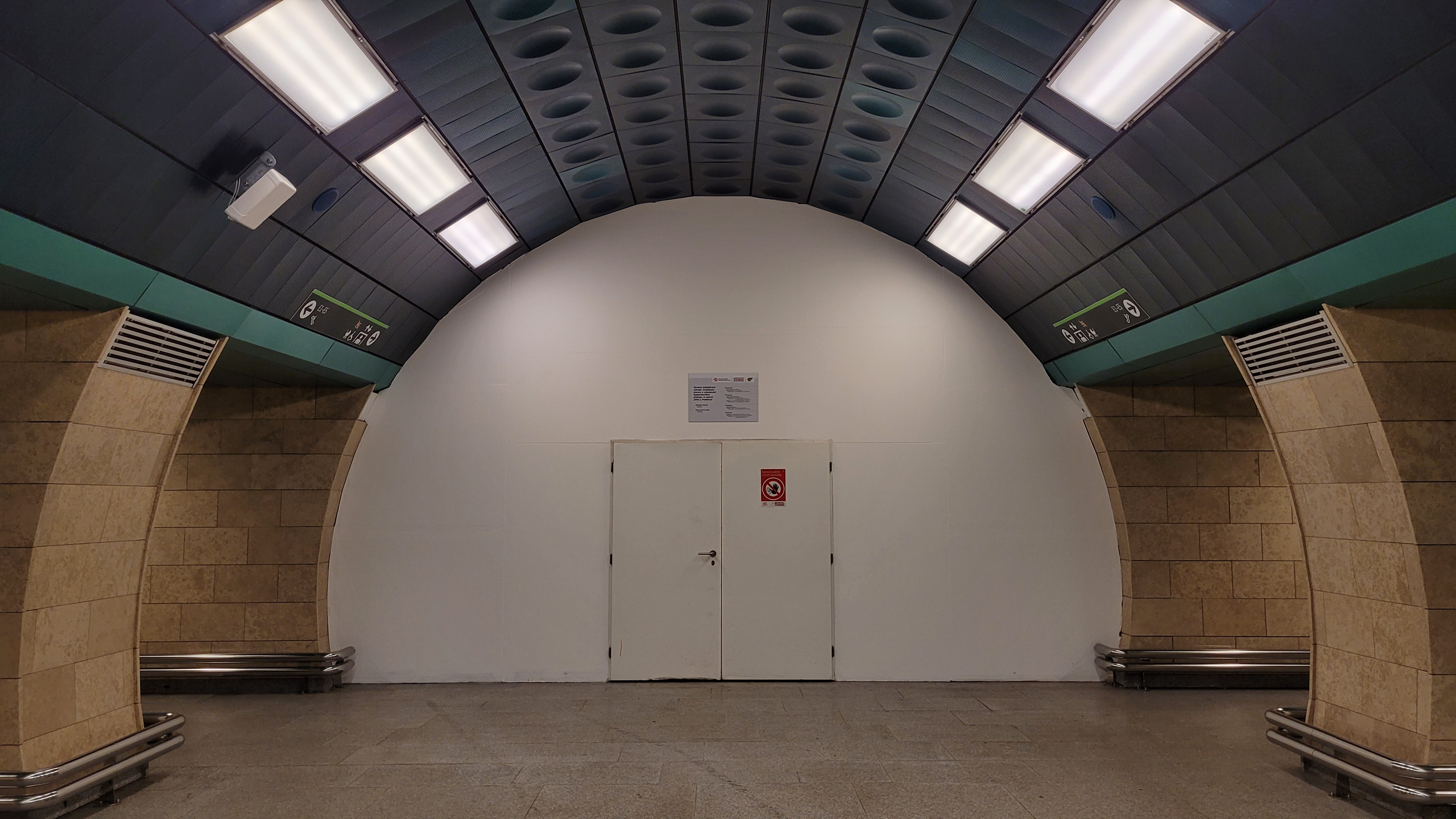
Střední loď po rekonstrukci (2023), zástěna pro výstavbu výtahu

## V kultuře
O stanici zpívá Jaromír Nohavica v písni „Stanice Jiřího z Poděbrad“ z alba Pražská pálená. Znělku a hlášení stanice použila také kapela Radiohead v písni „A Reminder“ jako součástí maxi-singlu Paranoid Android, EP Airbag/How Am I Driving a následovně jako součástí kolektorské edice alba OK Computer jménem OK Computer OKNOTOK 1997 2017.